# Красень-чоловік
«Красень-чоловік» (рос. «Красавец-мужчина») — радянський художній музичний двосерійний телефільм 1978 року за мотивами однойменної п'єси російського письменника Олександра Островського.

## Сюжет
Аполлон Євгенович Окойомов — поміщик, красень-чоловік, який живе в щасливому шлюбі в повітовому містечку Бряхімові. Будучи в Москві, він програвся в карти і заліз в борги. Окойомов вирішив закрутити голову московській мільйонерці Оболдуєвій і тим поправити свої фінансові справи. Для того, щоб претендувати на посаг Оболдуєвої, Аполлон вирішує відразу розлучитися з дружиною. Розлучення він отримає, тільки якщо викриє дружину в невірності. Закохана в чоловіка до нестями Зоя Василівна згодна на все і навіть на таке приниження…

## У ролях
- Олег Табаков —  Аполлон Євгенович Окойомов
- Марина Нейолова —  Зоя Василівна
- Людмила Гурченко —  Сусанна Сергіївна
- Ніна Ургант —  Аполлінарія Антонівна
- Лія Ахеджакова —  Сосипатра Семенівна Лупачова
- Олександр Абдулов —  П'єр
- Лев Дуров —  Федір Петрович Олєшунін
- Михайло Козаков —  Никандр Семенович Лупачов
- Володимир Піцек —  Акимич
- Віктор Семенов —  Жорж
- Петро Щербаков —  Наум Федотич Лотохін
- Юрій Авшаров —  житель міста
- Амаяк Акопян —  житель міста
- Юрій Васильєв — епізод

## Знімальна група
- Авторка сценарію і режисерка-постановниця: Маргарита Мікаелян
- Оператор-постановник: Юрій Схіртладзе
- Художник-постановник: Володимир Філіппов
- Композитор: Володимир Дашкевич
- Автор тексту пісень: Юлій Кім
- Звукооператорка: Тетяна Фрадіс